# ویلی بست
ویلی بست (انگلیسی: Willie Best؛ ‏ ۲۷ مهٔ ۱۹۱۶ – ۲۷ فوریهٔ ۱۹۶۲) هنرپیشه اهل ایالات متحده آمریکا بود.
از فیلم‌ها یا برنامه‌های تلویزیونی که وی در آن نقش داشته است، می‌توان به پسران مومیایی، طلا جایی است که شما آن را پیدا می‌کنید، عروس چکمه‌پوش، این زن را به چنگ می‌آورم، به شکار ارواح می‌رویم، باج‌گیری، ژنرال اسپنکی و پاها به جلو اشاره کرد.